# Alma (sångare)
Alexandra Maquet, född 27 september 1988 i Lyon, känd professionellt som Alma, är en fransk sångare och låtskrivare. Hon representerade Frankrike i Eurovision Song Contest 2017 i Kiev med låten "Requiem".